# Boëge
Boëge is een gemeente in het Franse departement Haute-Savoie (regio Auvergne-Rhône-Alpes). De plaats maakt deel uit van het arrondissement Thonon-les-Bains. Boëge telde op 1 januari 2022 1.938 inwoners.

## Geografie
De oppervlakte van Boëge bedroeg op 1 januari 2022 16 vierkante kilometer; de bevolkingsdichtheid was toen 121,1 inwoners per km².

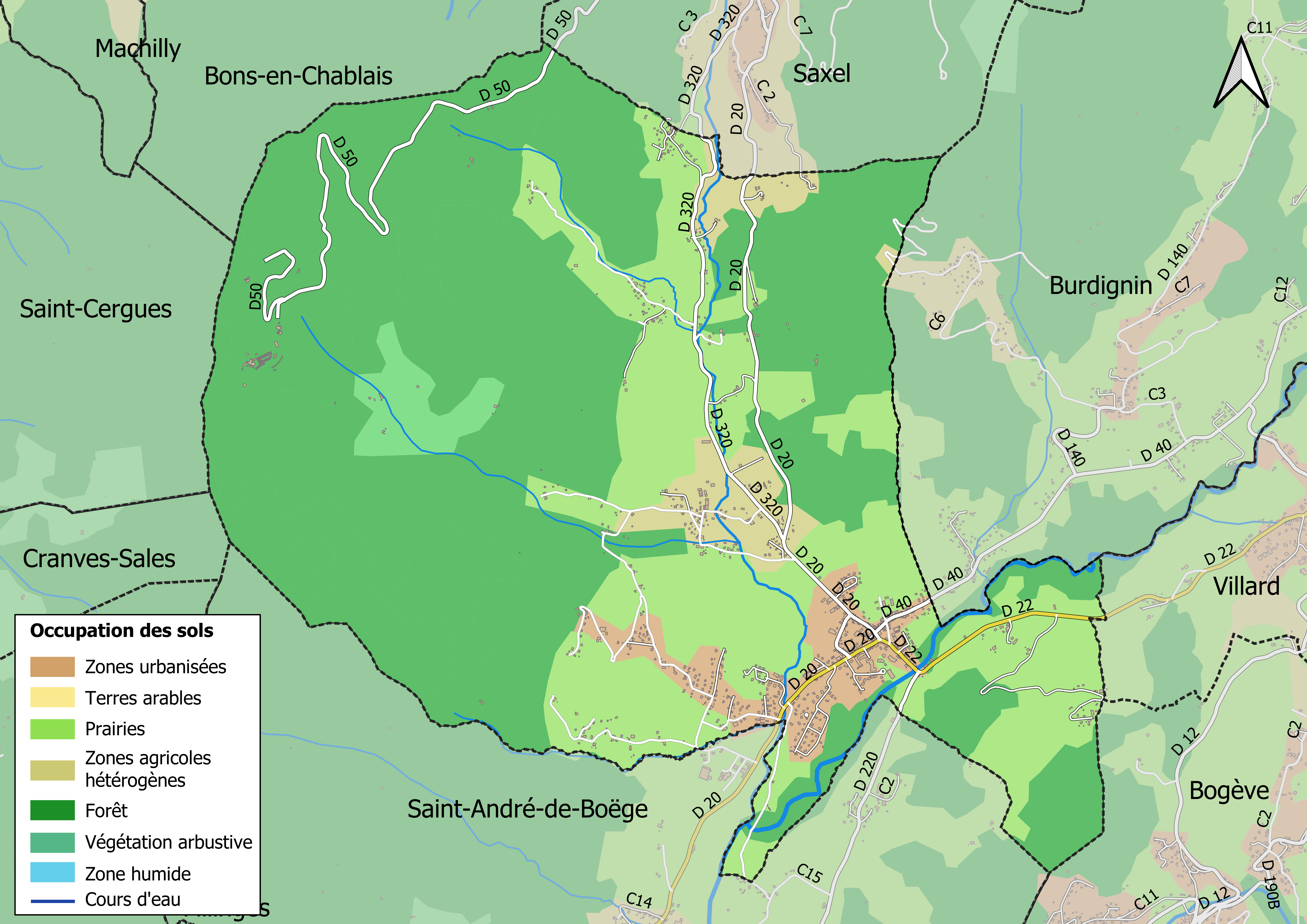
Kaart van de gemeente met de belangrijkste infrastructuur, bodemgebruik en omliggende gemeenten

## Demografie
Onderstaande figuur toont het verloop van het inwonertal (bron: INSEE-tellingen).